# Lovasi Jenő
Lovasi Jenő, született Stumperger Jenő Károly (Veszprém, 1911. szeptember 16. – Lovas, 1956. november 10.) m. kir. főhadnagy, az 1956-os Lovasi Forradalmi Nemzeti Bizottság elnöke.

## Fiatal évei
Családja anyai ágon a lovasi Balogh családdal tartott rokonságot. Eredeti nevét (Stumperger) 1935-ben felmenőire való tekintettel Lovasira magyarosította. Bátyja Solt (Strumperger) Gyula (1908–1941), élelmezésügyi és gazdászati főhadnagy. A család Veszprémben a Szabadi út 42-ben (később Horthy Miklós, majd Bajcsy Zsilinszky út) lakott.
Lovasi Jenő az alapfokú iskolák elvégzését követően Békés vármegyébe költözött: nővérének férje (Nemes József) Beliczey Miklós Békés vármegyei főispán gazdatisztje volt. Makón érettségizett a Návai Lajos Felsőkereskedelmi Fiúiskolában (1931), majd Szegeden kapott katonai kiképzést. 1932-ben emléklappal ellátott zászlósi kinevezést kapott. A háború előtt Újkígyóson volt leventeoktató (1934–1937), majd 1938 augusztusáig főoktató. 1938 októberében feleségül vette a magyarbánhegyesi Zsíros Károly lányát, Magdát, és a családdal együtt gazdálkodott.

## A 2. világháború és az azt megelőző évek
1938-ban hadnagyi rangot kapott. A 19. magyar határvadász században szolgált, és  tagja volt a Magyar Királyi Honvédség Erdélybe bevonuló alakulatainak. 1942-től főhadnagyként szolgált a keleti fronton egészségügyi tisztként. 1945. május 7-én fogságba esett – valószínűleg a későbbi Csehszlovákia területén –, hadifogolyként Grúziába került a 236-os lágerbe. A hadifogságból 1948. július 1-jén engedték szabadon, és 11-én vették nyilvántartásba a debreceni hadifogoly-átvevő táborban. Felesége, Zsíros Magda időközbeni halála miatt visszaköltözött a Dunántúlra és Lovason telepedett le.

## A háború utáni évek
Lovason szőlészettel és borászattal foglalkozott az anyai ágon megörökölt – és az államosítások során egyre fogyó – földeken. 1949. május 28-án feleségül vette Stefanovszky Jenő – a veszprémi Korona Szálló egykori bérlője, később lovasi szőlőbirtokos és bornagykereskedő – fiatalabbik lányát, Magdát. Az 1950-es évek elején mind az ő, mind felesége családjának ingatlanait államosították, és egy lakóház kivételével (Lovas, Fő út 2., akkor Fő u. 6.) mindent elvettek tőlük. Felesége családját (Stefanovszky család) osztályidegennek minősítették, és kuláklistára kerültek, ahonnan a számos későbbi kérelem ellenére sem került le a család neve, bár földterületekkel már nem rendelkeztek. Stefanovszky Magdát, aki nehezen viselte a kialakult helyzetet, a szombathelyi szanatóriumban kezelték, ahol 1956 tavaszán halálos baleset érte. Lovasi Jenő a Veszprémi Gabonaforgalmi Vállalatnál, majd a Balatonfüredi Sütőipari Vállalatnál dolgozott anyagforgalmi előadóként (raktáros). Vélhetően ekkor került kapcsolatba a balatonfüredi, illetve veszprémi szervezkedésekkel.

## Tevékenysége az 1956-os forradalomban Lovason
Lovasi Jenő aktívan részt vett az 1956-os forradalomban. Mint haditevékenységhez értő, jó szervező és vezetői képességekkel rendelkező, a községben elismert és kedvelt embert, a Lovasi Nemzeti Forradalmi Bizottság elnökének választották. A faluban a forradalmi megmozdulások 1956. október 27-én kezdődtek, és komolyabb politikai vagy hadászati események nem történtek. Elhangzottak a szokásos beszédek, felvonulások és néhány puskával felszerelve megalakult a Nemzetőrség. Lovasi Jenőnek fontos szerepe volt abban, hogy a forradalom alatt a községben fennmaradtak a békés állapotok, a községben tartózkodó ávósok az atrocitások elkerülése érdekében gyors úton távoztak. Az oroszok bevonulásának a hírére 1956. november 5-én vagy 6-án átadták a fegyvereket a katonaság egységeinek.
Lovasi Jenő 1956. november 10-én tisztázatlan körülmények között saját házában meghalt. Árván maradt két kislányát Lovasról elűzött anyósa, özv. Stefanovszky Jenőné, a Varjas család és távoli rokonok nevelték fel.

## Lovasi Jenő emlékezete
A korábban megjelent írásos források a helyi kommunista erők szóbeli közlései, valamint a Veszprém megyei Rendőrfőkapitányság Politikai Nyomozó Osztályának szigorúan titkos, 1959. április 28-i jelentése alapján Lovasi Jenő halálát öngyilkosságnak minősítették. Ez a család és a korabeli nem kommunista oldal elbeszélése alapján valótlan. Halála a mai napig tisztázatlan körülmények között történt.
Utolsó lakhelyét – Lovas, Fő utca 2. szám alatt – a család 2019-ben visszavásárolta, születésének 110. évfordulóján, 2021. szeptember 18-án tiszteletére a Magyar Vidék Országos 56-os Szervezet emléktáblát avatott. Erre az alkalomra jelent meg az unokája által szerkesztett rövid életrajz is.